# St. James’s Palace
St. James’s Palace (Pałac św. Jakuba) – jeden z najstarszych pałaców w Londynie. Znajduje się przy ulicy Pall Mall, w pobliżu Parku św. Jakuba, w dzielnicy City of Westminster. Stanowi najstarszą część kompleksu budynków dworu królewskiego położonych w tej części miasta. Nadal jest używany przez rodzinę królewską i podległych jej urzędników, w związku z czym pozostaje niedostępny dla turystów.

## Historia
Pałac został zbudowany na polecenie króla Henryka VIII. Osoba patrona została przejęta od działającego w tym miejscu do 1532 szpitala dla trędowatych. Wzniesiono go w czerwonej cegle w tzw. stylu tudorskim, stanowiącym ostatnią chronologicznie odmianę angielskiego gotyku. W pałacu często przebywała Maria I Tudor, gdzie zresztą zmarła 17 listopada 1558. W 1698, po doszczętnym strawieniu przez pożar Pałacu Whitehall, Pałac św. Jakuba stał się główną londyńską rezydencją monarchów i zarazem centralnym ośrodkiem brytyjskiej machiny administracyjnej. W czasie rządów Olivera Cromwella został zamieniony na koszary, lecz Karol II przywrócił mu pierwotną funkcję i stworzył w pobliżu efektowny park. Na tle innych siedzib europejskich monarchów uważany był za obiekt bardzo skromny, wręcz niegodny brytyjskiej potęgi (w tym tonie opisywał go m.in. Daniel Defoe). W 1762 Jerzy III zakupił dla swojej żony Buckingham House, który po wielu latach rozbudowy przybrał postać dzisiejszego Pałacu Buckingham. Gdy w 1809 spaleniu uległa część Pałacu św. Jakuba obejmująca m.in. apartamenty królewskie, postanowiono ich nie odbudowywać, lecz przenieść do Buckingham. Rola pałacu stawała się coraz bardziej ceremonialna, aż w 1837 królowa Wiktoria oficjalnie odebrała mu status głównej siedziby królewskiej. Równocześnie pałac poddano gruntownej renowacji, zwłaszcza od wewnątrz.
12 czerwca 1941 w pałacu na wniosek Edwarda Raczyńskiego miało miejsce spotkanie przedstawicieli państw koalicji antyhitlerowskiej: Wielkiej Brytanii, Kanady, Australii, Nowej Zelandii, Południowej Afryki oraz Belgii, Czechosłowacji, Grecji, Luksemburga, Holandii, Norwegii, Polski i Jugosławii, a także Wolnej Francji. Uchwalono rezolucję o kontynuowaniu walki do zwycięskiego końca.

## Pałac obecnie
Choć Pałac nie jest już miejscem zamieszkania samego monarchy, pozostaje formalną siedzibą jego dworu. W praktyce mieszczą się tutaj biura znacznej części urzędów dworskich, a ponadto jego przestronne sale są często wykorzystywane podczas oficjalnych przyjęć organizowanych przez członków rodziny królewskiej. Pałac jest także oficjalną londyńską rezydencją księżniczki Anny oraz księżniczki Aleksandry.